# Cryptolabis (Cryptolabis) atmophora
Cryptolabis (Cryptolabis) atmophora is een tweevleugelige uit de familie steltmuggen (Limoniidae). De soort komt voor in het Neotropisch gebied.